# Rue La Bruyère
 (janvier 2016).
Si vous disposez d'ouvrages ou d'articles de référence ou si vous connaissez des sites web de qualité traitant du thème abordé ici, merci de compléter l'article en donnant les références utiles à sa vérifiabilité et en les liant à la section « Notes et références ».
La rue La Bruyère est une voie du 9e arrondissement de Paris.

## Situation et accès
Ce site est desservi par la ligne 12 à la station Saint-Georges.

## Origine du nom
Elle est nommée en hommage au philosophe et moraliste français Jean de La Bruyère (1645-1696).

## Historique
En 1824, la compagnie de MM. Dosne, Loignon, Censier et Constantin est autorisée à ouvrir sur des terrains lui appartenant une place circulaire (la place Saint-Georges), une rue de 11,70 m (rue Notre-Dame-de-Lorette), une rue de 11,70 m (section de la rue Saint-Georges) et une rue de 9,75 m formant un embranchement de la première et aboutissant à la rue Catherine-de-La-Rochefoucauld. Les entrepreneurs voulaient dénommer cette voie « rue Percier » en l'honneur de Charles Percier, mais celui-ci refusa et cette dernière rue est nommée « rue La Bruyère ».
En 1839, Jean-François Boursault-Malherbe est autorisé à ouvrir une rue dans l'alignement de la rue La Bruyère entre la rue Pigalle et la rue Blanche sur des terrains lui appartenant. La largeur de cette nouvelle voie est fixée à 10 m de large entre la rue de la Rochefoucauld et la rue Pigalle et 12 m au-delà. La première partie est nommée « rue La Bruyère » et la seconde partie « rue Boursault, ». La hauteur maximale des immeubles en bordure de la nouvelle portion de la rue La Bruyère est fixée à 16,50 m.
Un arrêté du 2 avril 1868 réunit la rue Boursault à la rue La Bruyère.
En 1866, les religieuses trinitaires ouvrent un externat dans cette rue et déménagent en 1989.

## Bâtiments remarquables et lieux de mémoire
- No 2 : La Petite Loge est un des plus petits théâtres de Paris, avec 25 places assises pour une scène de 2 m2. En 1943, elle n'était qu'une salle de conférence à l'abandon, transformée par deux comédiens, Georges Herbert et Paquita Claude.
- No 5 : théâtre La Bruyère.
- No 8 : hôtel particulier ayant appartenu au philanthrope Daniel Iffla, dit Osiris. Il en avait quatre autres tout près dans la rue dont le n°9. Au n° 7 on peut voir ses initiales.
- No 11 : Adolphe Tavernier y résida.
- No 26, au croisement avec la rue Catherine de la Rochefoucauld : Auguste Renoir demeura à cette adresse de 1896 à 1902 ; une plaque commémorative sur l'immeuble en rappelle le souvenir.
- No 30 : un dénommé Fleulard, domicilié à cette adresse, sert de boîte postale à monsieur Rayner, qui dépose en 1845 un brevet d'invention propre à empêcher les accidents de voitures sur les chemins de fer et sur les routes ordinaires. Un autre inventeur du nom de Chauffiat, fabricant d'enclumes, dépose en mai 1845 un brevet propre à perfectionner la fabrication de ces objets.
- No 31 : Pino della Selva (1904-1987), artiste peintre sicilien, y vécut.
- No 38 : ancien siège de la Banque de l’Afrique Occidentale, où vécut le banquier et mécène de Montmartre Henri Nouvion et le médecin homonyme Henri Nouvion.
- No 39 : la porte a été utilisée comme façade du bâtiment principal dans  Le Locataire , film de Roman Polanski.
- No 40 : siège de l’Institution La Bruyère tenue par les Sœurs trinitaires de Valence qui occupèrent ce bâtiment jusqu’en 1989 avant qu’il ne soit découpé en appartements[6].
- No 41 : une plaque commémorative indique que le peintre Jean-Jacques Henner y est mort en 1905.
- No 42 : ancien siège de la Jeunesse agricole catholique.
- No 45 : siège de l'Alliance israélite universelle jusque fin 2016.
- No 45 : hôtel particulier des grands-parents de Jean Cocteau où le poète passa toute son enfance. Dans son livre Opium, journal d'une désintoxication, Cocteau se souvient : « Un jour que je me rendais rue Henner, en passant rue La Bruyère où j'ai vécu ma jeunesse au 45, hôtel dont mes grands-parents habitaient le premier étage et nous l'entresol, je décidai de vaincre l'angoisse qui, d'habitude, me fait courir dans cette rue en sourd et en aveugle. La porte cochère du 45 étant entrouverte, je pénétrais sous la voûte. Je regardais avec surprise les arbres de la cour où je me partageais l'été entre ma bicyclette et la décoration de guignols, lorsqu'une concierge soupçonneuse, sortant la tête d'une haute lucarne, jadis condamnée, me demanda ce que je faisais là. Comme je répondais que je venais jeter un coup d'oeil sur ma maison d'enfance, elle dit : “Vous m'étonnez beaucoup”, quitta la lucarne, vint me rejoindre par le vestibule, m'inspecta, ne se laissa convaincre par aucune preuve, me chassa presque, et claqua la porte cochère, soulevant avec ce bruit de canonnade lointaine, une foule de souvenirs nouveaux[7]. »
- No 46 : domicile de la comédienne Sylviac (1863-1947).
- No 53 : une plaque commémorative indique que le résistant Pierre Cuvillier y vécut[8].

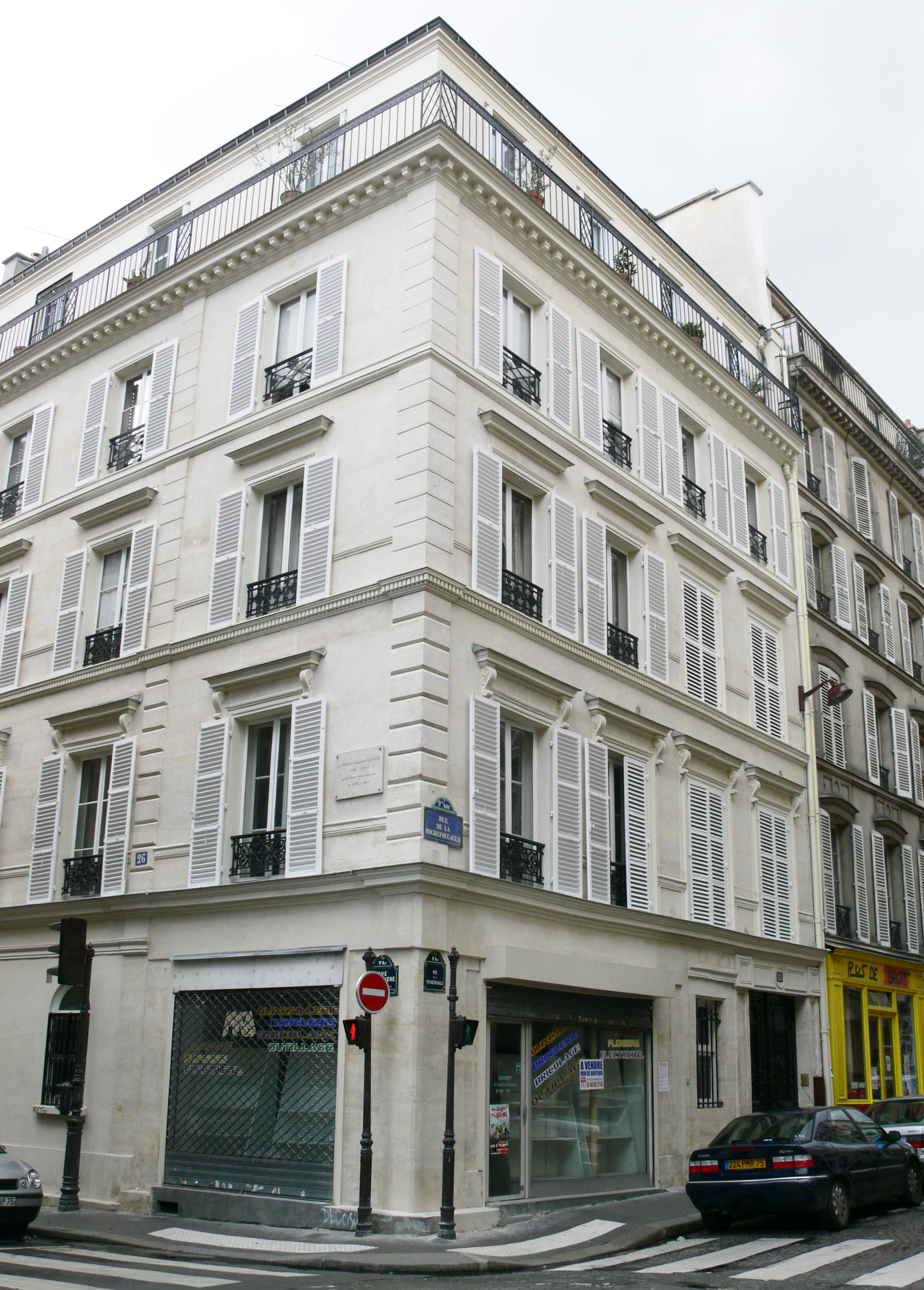
No 26, où résida Auguste Renoir de 1896 à 1902.
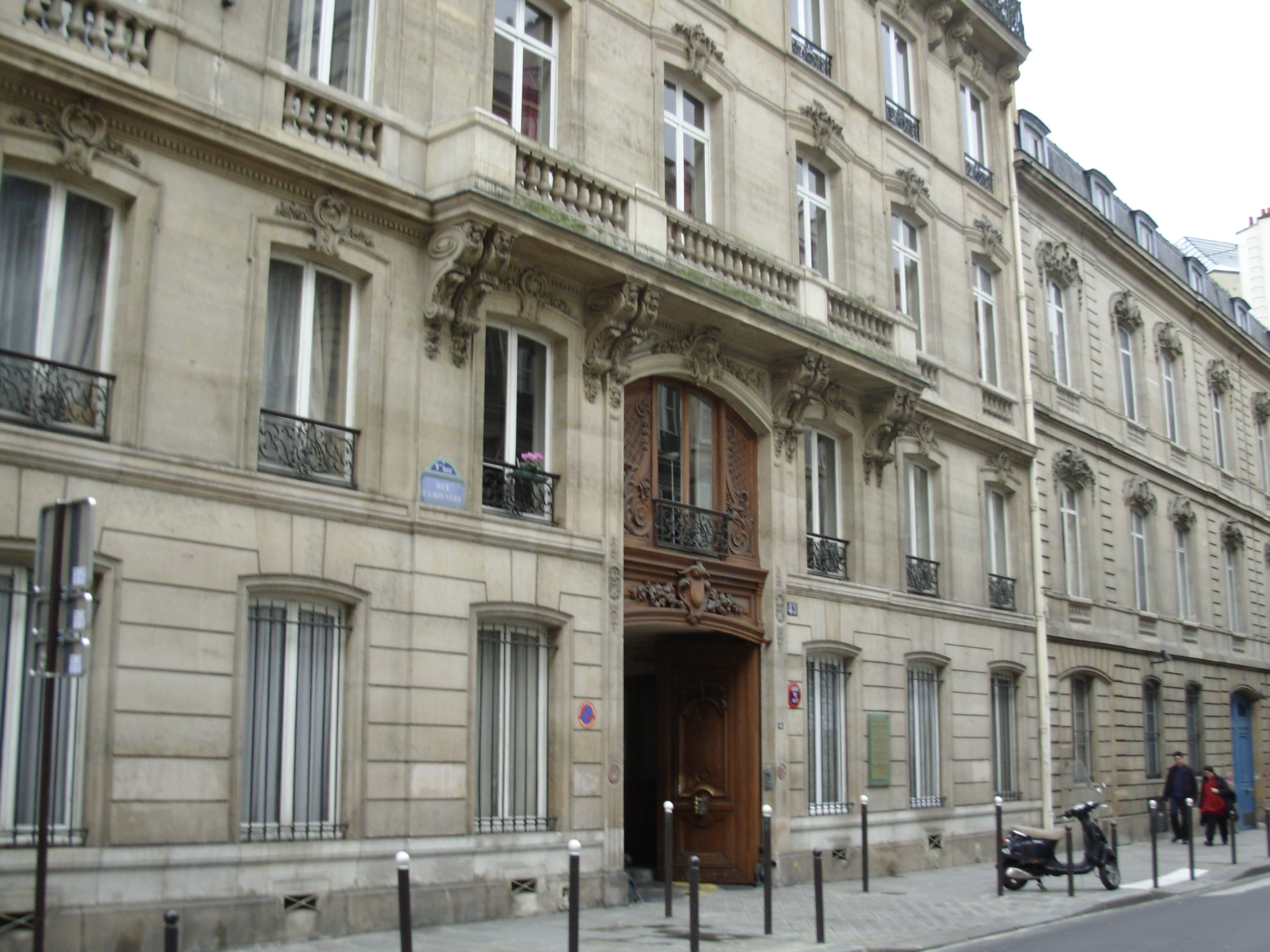
No 43.
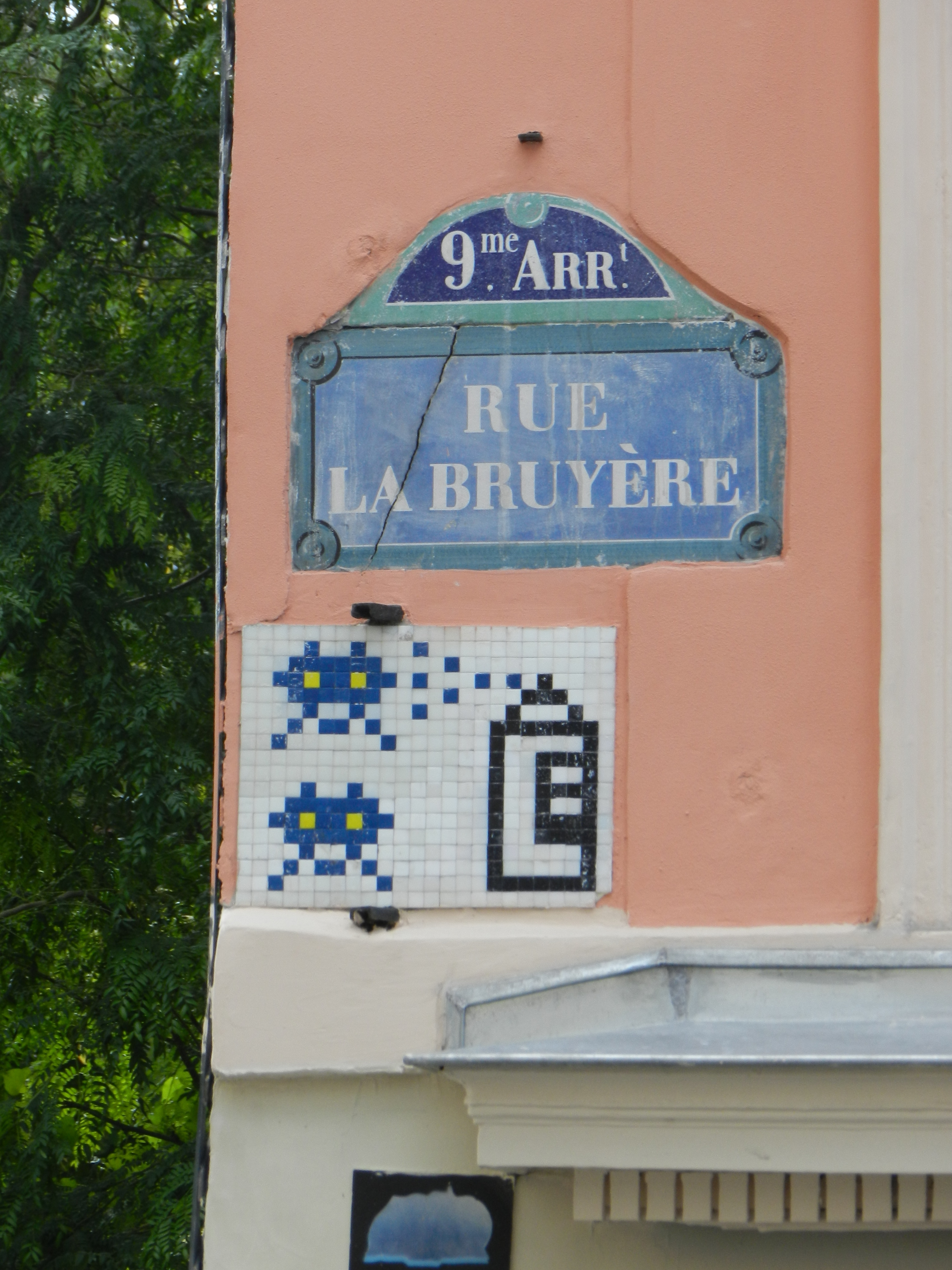
Mosaïque d'Invader sous une plaque de la rue.

Plaques commémoratives
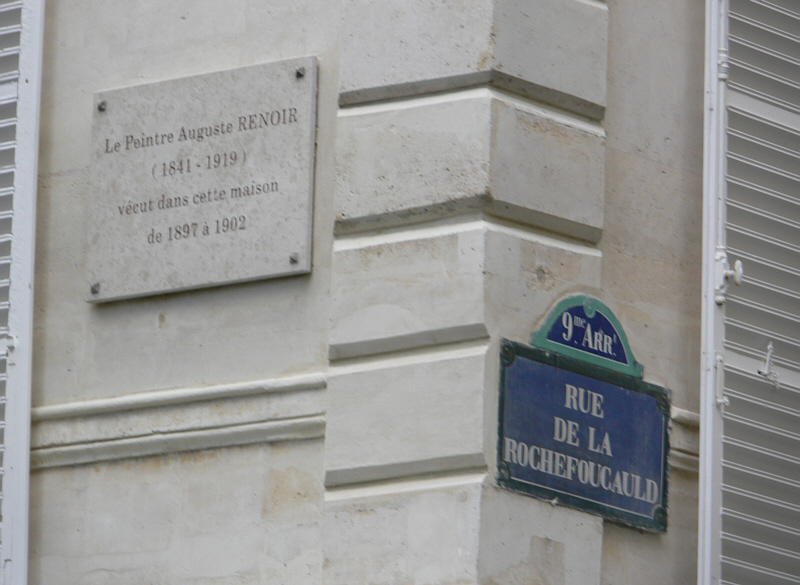
No 26 : Auguste Renoir.
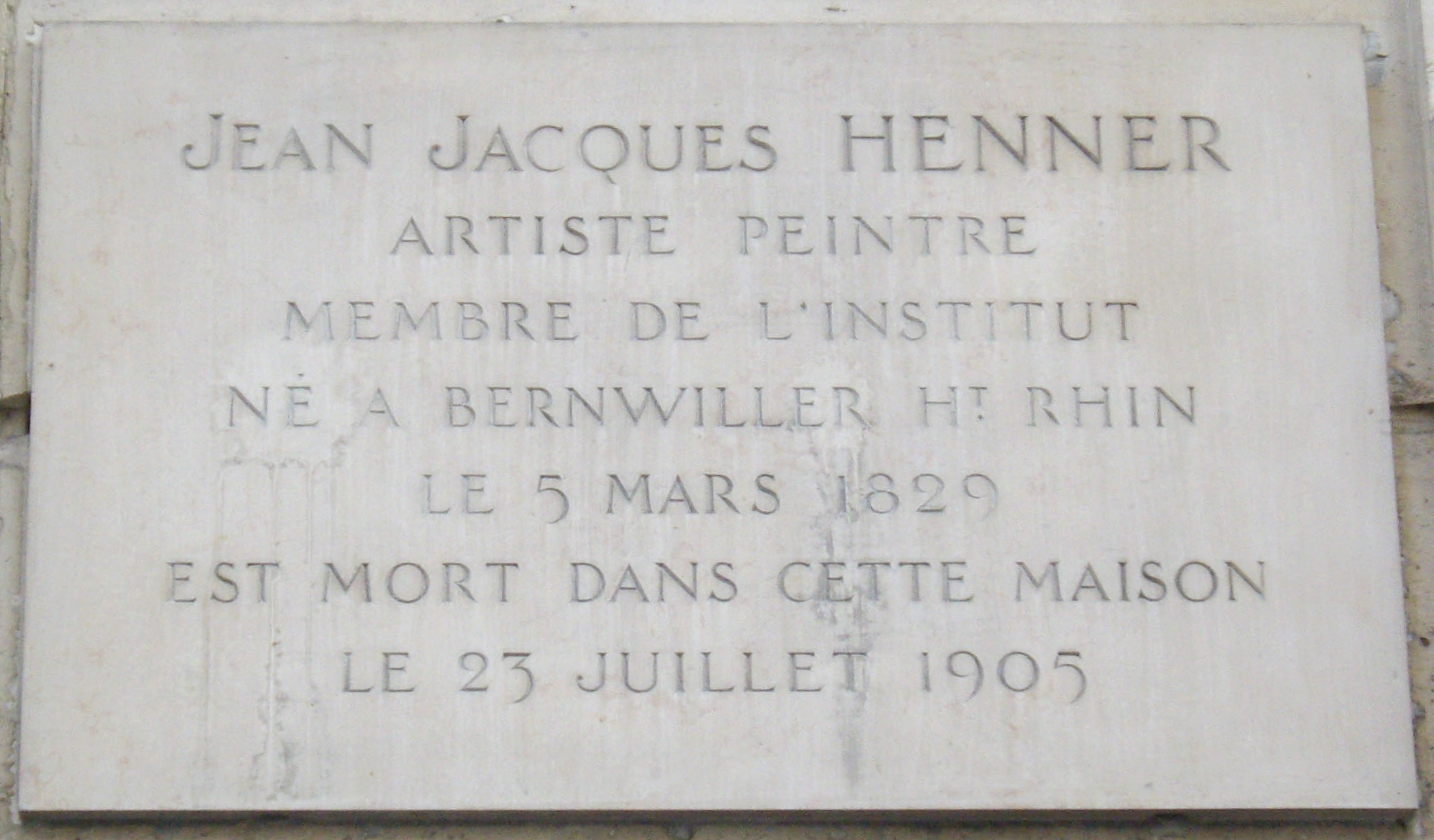
No 41 : Jean-Jacques Henner.
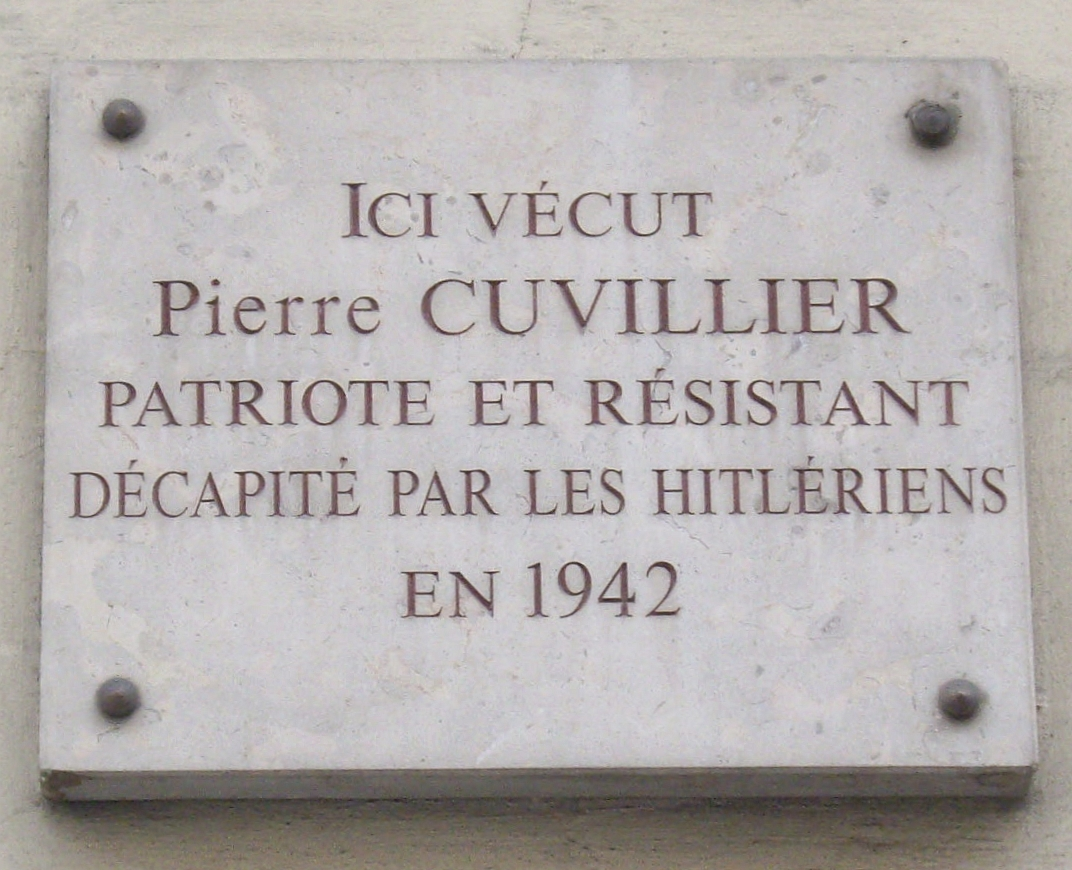
No 53 : Pierre Cuvillier.